# Jean-Baptiste Guillaume Joseph, conte di Villèle
Jean Baptiste Guillaume Marie Anne Séraphin Joseph, conte di Villèle (Tolosa, 13 aprile 1773 – Tolosa, 13 marzo 1854), è stato un politico francese.
Fu uno dei personaggi ultrarealisti più in vista durante il periodo della seconda restaurazione. 

## Biografia
Si arruolò nella Marina nel 1788, per la quale egli lavorò nelle Indie e poi nelle Antille. In seguito abbandonò questo mestiere e si ritirò sull'isola Bourbon. Fu arrestato nel periodo del Terrore, poi sposò la figlia di un proprietario terriero creolo, nel 1799. Basò la sua fortuna sulle proprietà personali. Nel 1807, rientrò in Francia, e cominciò la sua carriera politica accettando dal Primo Impero il posto di sindaco di Merville. Malgrado tutto, egli era un convinto monarchico.
Nel 1814, Villèle raggiunse con entusiasmo i Borbone al loro ritorno. Scrisse le Observations sur le projet de Constitution (Osservazioni sul progetto della Costituzione), che criticavano la Carta del 1814, giudicata troppo liberale. Dopo i Cento Giorni venne nominato sindaco di Tolosa, presiedette alla Chambre introuvable ultra-monarchica e fu anche deputato della Haute-Garonne. A quell'epoca, egli fu relatore del progetto, andato in fumo, di una legge elettorale proposta dal ministro degli Interni di quel tempo Vincent-Marie Viénot de Vaublanc. Villèle si affermò e divenne il capo degli estremisti, rivelò anche grandi capacità in economia. Diventò membro della Congregazione; rieletto nel 1816, egli guidò l'opposizione di destra contro Élie Decazes. Entrò nel gabinetto del duca di Richelieu dopo l'assassinio del duca di Berry nel febbraio 1820.
Si dimise nel luglio 1821, in disaccordo con la politica liberale del duca, poi ritornò in favore del successo elettorale degli estremisti nell'ottobre 1821. Diventò Ministro delle Finanze nel dicembre 1821, poi Presidente del Consiglio nel settembre 1822. Più prudente e moderato del suo partito, egli si oppose inizialmente alla spedizione di Spagna dando in seguito il suo consenso nel 1823. Quest'ultima si concluse in modo positivo con l'assedio di Cadice. Secondo il volere della maggioranza, Villèle sciolse la Camera nel dicembre 1823, allora eletta per la durata di sette anni. Sotto la pressione degli estremisti, egli fece votare la legge del miliardo agli emigrati, e la legge sul sacrilegio nel 1825. Nel frattempo, però, non poté ottenere il ristabilimento del maggiorascato, nell'aprile del 1826.
L'opinione pubblica gli fu sempre più ostile. Il progetto di legge che restringeva la libertà della stampa fu rifiutata nell'aprile 1827. Di fronte all'opposizione dei Pari che fecero abrogare le sue riforme, Villèle provocò delle nuove elezioni, troppo sicuro del suo successo. Nel novembre 1827, egli perse la maggioranza, e fu costretto a dare le dimissioni il 5 gennaio 1828. Così cedette il posto al liberale visconte di Martignac. Nominato pari di Francia da Carlo X, Villèle si ritirò dalla vita politica e rifiutò di continuare la proposta, fatta da Humann e Marhallac'h a nome dei deputati del centro desiderosi di evitare i problemi della Rivoluzione, di rimpiazzare Polignac a capo di un governo di pace (31 marzo 1830). Egli si dedicò alla stesura delle sue Memorie, pubblicate dalla sua famiglia tra il 1887 e il 1890. Morì a Tolosa il 13 marzo 1854, nel suo hotel di via Vélane.

### Vita privata
Era sposato con Barbe Mélanie Ombeline Panon Desbassayns, figlia di Madame Desbassayns.